# コンラック先生
『コンラック先生』は、アメリカ合衆国の作家で元教師であるパット・コンロイ（Pat Conroy）が1972年に書いた自伝的小説（The Water Is Wide）を基にした映画。作品は、コンロイが教師をしていたころの体験に基づいている。タイトルは生徒たちが「コンロイ」をうまく発音できずに「コンラック」と呼んだ事から。
　

## あらすじ
1969年の春。サウスカロライナ州のビューフォートから黒人だけが住む離れ島ヤマクロー島の学校に白人教師のパット・コンロイがボートに乗って赴任してくる。雑貨屋の主人を除いて全部黒人の村で、校長のスコット夫人は「パトロイ」と間違い、黒人なのに黒人を見くだし、生徒を人間扱いせず鞭を使い、生徒も無気力だ。
コンロイは子供達が誰一人として字の読み書きも出来ないばかりか、大統領の名前も、自分の国の名前さえも知らない事に愕然とし、彼らに体当たりで教育する事を決意する。不登校のメリーもいて、初めは打ち解けなかった生徒たちも、詩や音楽を通して次第にコンロイに信頼を寄せるようになる。だが、彼の型破りな教育方法は保守的な大人からは認められず、コンロイは悪戦苦闘の日々を送ることとなる。妻を亡くした男ビリーが自作の密造酒を持ってくるからその代償として読み書きを教わりたいという。溺死体を発見し、誰も泳げないというので泳ぎを教える。校長は映画にも反対し、「白人のために黒人がいる」ように教えろという。リムスキー＝コルサコフの「熊蜂の飛行」やブラームスの「子守唄」、ベートーヴェンの｢運命｣を聴かせたりして、情緒も育てる。教育監督官の命令を無視して、生徒たちをハロウィーンに参加させるためビューフォートへの一泊旅行をしたことで解雇通知が届く。黒人たちは学校ストライキを始めようとするが、説得する。校長はよそへ行かないのならなぜ闘わないの？と驚きの言葉をいう。裁判に持ち込むが、敗訴。車でビューフォートを広報して回るが、受け入れられない。別れの日、コンラックは「川は渡るためにある」と生徒に諭す。ボートが川面を滑りだし、メリーがテープレコーダーで流した「運命」が響く。

## 映画
1974年にマーティン・リット監督、ジョン・ヴォイト主演、20世紀フォックスの製作で映画化された。原題はConrack。

### キャスト
| 役名                 | 俳優                     | 日本語吹替 |
| -------------------- | ------------------------ | ---------- |
| パット・コンロイ     | ジョン・ヴォイト         | 天田俊明   |
| マッド・ビリー       | ポール・ウィンフィールド | 堀勝之祐   |
| スコット校長         | マッジ・シンクレア       | 中西妙子   |
| スケフィントン監督官 | ヒューム・クローニン     |            |
| メアリー             | ティナ・アンドリュース   | 白井裕子   |
| クイックフェロー     | アントニオ・ファーガス   |            |